# Musik- och Kulturföreningarnas Samarbetsorganisation
Musik- och Kulturföreningarnas Samarbetsorganisation (MoKS) var en svensk ideell riksorganisation inom kultur och musik som existerade 1990-2017. MoKS var en medlemsorganisation i Studiefrämjandet.
Organisationen var spridd över hela Sverige via cirka 150 lokala medlemsföreningar i fem distrikt. De flesta föreningar var verksamma inom musik i form av replokalsföreningar och arrangerande föreningar, men det förekom även andra kulturformer som teater, poesi och tvärkulturella föreningar. Mycket av verksamheten, speciellt utbildningar, skedde i samarbete med Studiefrämjandet.
2017 slogs Livemusik Sverige och MoKS ihop och bildade organisationen Svensk live. 